# Forest National
 (décembre 2017).
Si vous disposez d'ouvrages ou d'articles de référence ou si vous connaissez des sites web de qualité traitant du thème abordé ici, merci de compléter l'article en donnant les références utiles à sa vérifiabilité et en les liant à la section « Notes et références ».
Forest National [fɔʀɛnasjɔnal] (néerlandais : Vorst-Nationaal), est une salle de concert située à Forest, en Région bruxelloise, en Belgique.
Elle appartient à la société anonyme Antwerps Sportpaleis et est la troisième plus grande salle de concert de la ville avec un peu plus de 8 400 places après le Palais 12 du Heysel et ses 15 000 places et le stade Roi Baudouin et ses 50 000 places.
Située sur la commune bruxelloise de Forest, elle est inaugurée le 8 octobre 1970 par des représentations du Ballet du XXe siècle.

## Événements
Musique
Forest National a dépassé en 2007 la barre des 3 000 concerts.
- 1970 : Ella Fitzgerald
- 1971 : Johnny Hallyday
- 1971 : James Brown
- 1972 : James Brown
- 1972 : Supertramp
- 1972 : Beach Boys
- 1972 : Pink Floyd
- 1972 : The Who
- 1972 : Led Zeppelin
- 1972 : The Jacksons
- 1973 : Johnny Hallyday
- 1973 : Deep Purple
- 1973 : James Brown
- 1973 : Rolling Stones
- 1973 : Black Sabbath
- 1974 : Johnny Hallyday
- 1974 : Ella Fitzgerald
- 1974 : Claude François
- 1974 : Genesis
- 1975 : Ella Fitzgerald
- 1975 : Little Feat
- 1975 : Genesis
- 1975 : Frank Sinatra
- 1975 : Michel Polnareff
- 1975 : Michel Sardou
- 1975 : Led Zeppelin
- 1976 : Johnny Hallyday
- 1976 : Claude François
- 1976 : Rolling Stones
- 1976 : David Bowie
- 1977 : Pink Floyd
- 1977 : Lou Reed
- 1977 : Genesis
- 1977 : Supertramp
- 1977 : Claude François
- 1978 : Genesis
- 1978 : Véronique Sanson
- 1978 : Queen
- 1978 : Genesis
- 1978 : David Bowie
- 1978 : Iggy Pop
- 1978 : Claude François
- 1978 : Bob Marley & The Wailers
- 1979 : Johnny Hallyday
- 1979 : Véronique Sanson
- 1979 : Queen
- 1979 : Van Halen
- 1979 : ABBA
- 1979 : AC/DC
- 1979 : Dire Straits
- 1980 : Iron Maiden
- 1980 : The Police
- 1980 : Bob Marley & The Wailers
- 1980 : Queen
- 1980 : Led Zeppelin
- 1980 : Simple Minds
- 1980 : Peter Gabriel
- 1981 : Ray Charles
- 1981 : Johnny Hallyday
- 1981 : Véronique Sanson
- 1981 : Bruce Springsteen
- 1981 : The Clash
- 1981 : Genesis
- 1982 : Johnny Hallyday
- 1982 : France Gall
- 1982 : Iron Maiden
- 1982 : Tina Turner
- 1982 : Queen
- 1982 : AC/DC
- 1982 : Elton John
- 1982 : Phil Collins
- 1982 : Genesis
- 1983 : Indochine
- 1983 : Johnny Hallyday
- 1983 : Peter Gabriel
- 1983 : David Bowie
- 1983 : Iron Maiden
- 1983 : Dire Straits
- 1983 : Black Sabbath
- 1984 : Renaud
- 1984 : Elton John
- 1984 : Queen
- 1984 : U2
- 1984 : Bon Jovi
- 1984 : Iron Maiden
- 1985 : Johnny Hallyday
- 1985 : Tina Turner
- 1985 : Simple Minds
- 1985 : The Cure
- 1985 : Dire Straits
- 1985 : Michel Sardou
- 1986 : Queen
- 1986 : Supertramp
- 1986 : Renaud
- 1986 : Elton John
- 1986 : a-ha
- 1986 : Jean-Jacques Goldman
- 1986 : AC/DC
- 1986 : Whitney Houston
- 1986 : Prince
- 1986 : Iron Maiden
- 1986 : INXS
- 1986 : Depeche Mode
- 1987 : Frankie Goes To Hollywood
- 1987 : Duran Duran
- 1987 : The Cure
- 1987 : Johnny Hallyday
- 1987 : Neil Young & Crazy Horse
- 1987 : U2
- 1987 : Metallica
- 1987 : Michel Sardou
- 1988 : Whitney Houston
- 1988 : Indochine
- 1988 : Serge Gainsbourg
- 1988 : AC/DC
- 1988 : Iron Maiden
- 1988 : Duran Duran
- 1988 : Bon Jovi
- 1989 : Mylène Farmer
- 1989 : Michel Sardou
- 1989 : Aerosmith
- 1989 : Simple Minds
- 1989 : The Cure
- 1989 : Jean-Jacques Goldman
- 1990 : Depeche Mode
- 1990 : Johnny Hallyday
- 1990 : David Bowie
- 1990 : Iron Maiden
- 1990 : INXS
- 1990 : Janet Jackson
- 1991 : Deep Purple
- 1991 : New Kids On The Block
- 1991 : Dire Straits
- 1991 : Lenny Kravitz
- 1991 : Simple Minds
- 1992 : Johnny Hallyday
- 1992 : Elton John
- 1992 : Black Sabbath
- 1992 : Iron Maiden
- 1993 : Johnny Hallyday
- 1993 : Duran Duran
- 1993 : Depeche Mode
- 1993 : Deep Purple
- 1993 : Bon Jovi
- 1993 : Aerosmith
- 1994 : Véronique Sanson
- 1994 : Take That
- 1994 : Duran Duran
- 1995 : Take That
- 1995 : The Prodigy
- 1995 : Renaud
- 1995 : Céline Dion
- 1995 : Simple Minds
- 1995 : Prince
- 1995 : Red Hot Chili Peppers
- 1995 : Johnny Hallyday
- 1996 : Johnny Hallyday
- 1996 : David Bowie
- 1996 : Mylène Farmer
- 1996 : Mark Knopfler
- 1996 : Deep Purple
- 1996 : Jamiroquai
- 1996 : Fugees
- 1996 : Céline Dion
- 1996 : Kiss
- 1997 : Radiohead
- 1997 : Backstreet Boys
- 1997 : No Doubt
- 1997 : The Prodigy
- 1998 : Johnny Hallyday
- 1998 : Jean-Jacques Goldman
- 1998 : Véronique Sanson
- 1998 : Depeche Mode
- 1998 : Prince
- 1998 : Michel Sardou
- 1999 : Johnny Hallyday
- 1999 : Papa Wemba
- 1999 : Mylène Farmer
- 1999 : Garbage
- 1999 : The Cranberries
- 1999 : Lenny Kravitz
- 1999 : Indochine
- 1999 : Aerosmith
- 1999 : Beastie Boys
- 1999 : Kiss
- 2000 : Véronique Sanson
- 2000 : The Corrs
- 2000 : Destiny's Child
- 2000 : Rage Against The Machine
- 2001 : Offspring
- 2001 : Lara Fabian
- 2001 : Eminem
- 2001 : Robbie Williams
- 2001 : Mark Knopfler
- 2001 : Garou
- 2001 : Jamiroquai
- 2001 : Ray Charles
- 2002 : Garou
- 2002 : Indochine
- 2002 : Noir Désir
- 2002 : Jean-Jacques Goldman
- 2002 : Coldplay
- 2002 : The Cranberries
- 2003 : Placebo
- 2003 : Indochine
- 2003 : Johnny Hallyday
- 2003 : Radiohead
- 2003 : Muse
- 2003 : Garou
- 2004 : Pink
- 2004 : Garou
- 2004 : IAM
- 2004 : Beastie Boys
- 2004 : The Corrs
- 2004 : Radiohead
- 2004 : Charles Aznavour
- 2004 : Avril Lavigne
- 2005 : Calogero
- 2005 : Black Eyed Peas
- 2005 : The White Stripes
- 2005 : a-Ha
- 2005 : Backstreet Boys
- 2005 : Alanis Morissette
- 2005 : Michel Sardou
- 2005 : Bruce Springsteen
- 2005 : 50 Cent
- 2005 : Oasis
- 2006 : Johnny Hallyday
- 2006 : Mark Knopfler
- 2006 : Rihanna
- 2006 : dEUS
- 2006 : Louise Attaque
- 2006 : Foo Fighters
- 2006 : Garou
- 2007 : Johnny Hallyday
- 2007 : Michel Polnareff
- 2007 : Snoop Dogg
- 2007 : Renaud
- 2007 : Indochine
- 2007 : Arcade Fire
- 2007 : Rihanna
- 2007 : Kanye West
- 2007 : Tokio Hotel
- 2007 : Marilyn Manson
- 2008 : Tokio Hotel
- 2008 : The Smashing Pumpkins
- 2009 : Lara Fabian
- 2009 : Johnny Hallyday
- 2009 : Olivia Ruiz
- 2009 : Oasis
- 2009 : The Prodigy
- 2009 : Indochine
- 2009 : Bob Dylan
- 2009 : Simple Minds
- 2010 : Lara Fabian
- 2010 : Tokio Hotel
- 2010 : Indochine
- 2010 : Calogero
- 2010 : The Cranberries
- 2010 : Garou
- 2010 : 50 Cent
- 2011 : Taylor Swift
- 2011 : Avril Lavigne
- 2011 : The Smashing Pumpkins
- 2011 : Bruno Mars
- 2011 : Duran Duran
- 2011 : dEUS
- 2012 : Johnny Hallyday
- 2012 : Duran Duran
- 2012 : Drake
- 2012 : George Michael
- 2012 : Kasabian
- 2013 : Michel Sardou
- 2013 : Indochine
- 2013 : Bob Dylan
- 2013 : Kanye West
- 2013 : The Killers
- 2013 : Lana Del Rey
- 2013 : Arctic Monkeys
- 2013 : Simple Minds
- 2013 : The National
- 2014 : Pascal Obispo
- 2014 : Stromae
- 2014 : Ed Sheeran
- 2015 : Calogero
- 2015 : Nekfeu
- 2015 : Selah Sue
- 2015 : Tiziano Ferro
- 2015 : Christine and the queens
- 2015 : Mika
- 2016 : Noel Gallagher
- 2016 : Lara Fabian
- 2016 : Francis Cabrel
- 2016 : Les Insus
- 2016 : Tame Impala
- 2016 : Maître Gims
- 2016 : Puggy
- 2016 : Kendji Girac
- 2017 : Green Day
- 2017 : Damso
- 2017 : Loïc Nottet
- 2018 : Lara Fabian
- 2018 : Niall Horan
- 2018 : Orelsan
- 2019 : Paul Kalkbrenner
- 2019 : New Order
- 2019 : Aya Nakamura
- 2019 : Era
- 2020 : Liam Gallagher
- 2021 : Francis Cabrel
- 2022 : a-Ha
- 2022 : Rosalía
- 2023 : Avril Lavigne
- 2023 : The Offspring
- 2024 : Mika
- 2024 : Patrick Bruel
- 2024 : Era
- 2024 : Cigarettes After Sex

Sports
- 2015-2020 et 2022-2023 : Finale de la Coupe de Belgique masculine de basket-ball
- 2015 : Demi-finale de la Coupe Davis 2015
- 2016 : WWE Live (World Wrestling Entertainment)
- 2016 : Tournée Danse avec les Stars avec victoire de Loïc Nottet et Denitsa Ikonomova
- 2025 : WWE Monday Night RAW (World Wrestling Entertainment)

## Records
En octobre 2017, Michel Sardou fêtait son 85e concert à Forest National. Il détient le record devant Chantal Goya (47 concerts), Johnny Hallyday (43), Jean-Jacques Goldman (33), Patrick Bruel (31), et Garou (14).

## Concerts enregistrés et/ou filmés à Forest National
- 1974 : Claude François, ‘’ (album Claude François sur scène 1974)
- 1985 : Michel Sardou, Concert 85 (album et vidéo)
- 1989 : Mylène Farmer, En concert (album et vidéo)
- 2001 : Lara Fabian, Lara Fabian Live (album et vidéo, 2002)
- 2002 : Star Academy : Le live (album et vidéo)
- 2004 : Garou, Routes (vidéo)
- 2005 : Calogero, Live 1.0 (album et vidéo)
- 2005 : Zazie, Rodéo Tour (album et vidéo)
- 2007 : Pascal Obispo, Les Fleurs de Forest (album et vidéo)
- 2009 : Lara Fabian, Toutes les femmes en moi font leur show (vidéo, 2010)
- 2010 : Indochine, Le Meteor sur Bruxelles, lors du Meteor Tour (album)
- 2010 : Christophe Maé, On trace la route, lors de la tournée On trace la route (album et vidéo)[3]
- 2015 : Calogero, Live 2015 (album et vidéo)
- 2016 : Francis Cabrel, L'In extremis tour (album et vidéo)
- 2017 : Loïc Nottet,  Selfocracy Tour (video)
- 2017 : The National, pour l'album Boxer Live in Brussels (album)

## Accès en transports en commun
La salle de concerts se situe à seulement 200 m de la Gare de Forest-Est sur la ligne 124 (Bruxelles-Nivelles-Charleroi).
Elle est également directement desservie par les lignes 48, 54 et 74 des autobus de Bruxelles.
Enfin, les lignes 82 et 97 du tramway de Bruxelles passent à 500 m en contrebas par l'arrêt  Zaman-Forest National.